# 劉貺
劉貺（りゅう きょう）は、8世紀の中国、唐の時代の人である。生没年は不明。字は恵卿。多分野にまたがる著作がある。協律郎、太楽令、起居郎、右拾遺、内供奉。

## 経歴と事績
『史通』を著した歴史家劉知幾の長子。弟に劉餗、劉彙、劉秩、劉迅、劉迥がいて、みな官につき、著作がある。子に劉浹、劉滋がいた。
協律郎のとき、様々な楽器を季節に配し、琴は夏至の音だと言った。
劉貺は、かつて南朝で呉の方言で歌われていた清楽（清商楽）を保存しようと、歌工の李郎子を江都の俞才生に学ばせた。
開元9年（721年）に太楽令となったが、何かの犯罪で流刑になった。父の劉知幾は子のために執政に働きかけたが、それを知った玄宗の怒りを買って左遷され、まもなく死んだ。
父の死後、詔があって起居郎に引き上げられ、国史を修めた。開元初年に右拾遺となり、劉向の『説苑』にならった『続説苑』を書いて玄宗に献じ、褒められた。また、内供奉に任じられた。

## 著書と学説
劉貺は儒学と歴史に通じ、天文、律暦、音楽、医術に詳しかった。著書に『太楽令壁記』3巻、『六経外伝』37巻、『天官旧事』1巻、『続説苑』10巻、『真人肘後方』3巻があった。